# Okres Gersau
Okres Gersau (německy Bezirk Gersau) je jedním z okresů kantonu Schwyz ve Švýcarsku. Jeho sídlem je Gersau. Politická obec Gersau a okres tvoří jeden celek, stejně jako Einsiedeln a Küssnacht.
Okres vznikl v roce 1817 po zániku republiky Gersau a jejím začlenění do kantonu Schwyz.

## Seznam obcí
| Znak       | Název obce | Počet obyvatel (31. 12. 2022) | Rozloha (km²) | Hustota zalidnění (obyv./km²) |
| ---------- | ---------- | ----------------------------- | ------------- | ----------------------------- |
| Gersau     | Gersau     | 2384                          | 14,35         | 166                           |
| Celkem (1) | Celkem (1) | 2384                          | 14,35         | 166                           |